# Německy mluvící Praha
Německy mluvící Praha (galerie osobností) je biografický lexikon věnovaný významným osobnostem německého jazyka, které jsou spojeny s Prahou. Knihu, která je prvním pokusem o komplexní pohled na zaniklou komunitu, napsal kolektiv středoškolských studentů a vydalo jí Gymnázium Na Zatlance v Praze.  

## O projektu
Kniha vznikla na základě stejnojmenného nekomerčního projektu, který byl realizován v letech 2008–2011 na pražském Gymnáziu Na Zatlance v rámci výběrového dějepisného semináře. Jeho vedoucím byl pedagog školy PhDr. Radek Aubrecht. Do projektu se postupně zapojilo 49 studentů.
Projekt byl postupně prezentován na několika česko-německých konferencích a setkáních.
Součástí projektu byly také dvě besedy s československými Němci, Hugo Fritschem a Hansem Stölzigem, kteří byli nuceně vysídleni z ČSR po skončení 2. světové války.

## Cíle projektu
Projekt Německy mluvící Praha měl řadu cílů: 
- prohloubení česko-německého porozumění
- boj proti předsudkům a stereotypům
- rozvoj u studentů schopnost vyhledávat a zpracovávat informace
- rozvoj schopnosti studentů číst odborný text v cizím jazyce
- vydání knihy

## Struktura knihy
Po úvodním textu Egona Erwina Kische následuje stručné uvedení do historie významných pražských německých institucí: divadel, univerzit a spolků. Majoritní část knihy pak tvoří biografický lexikon, který představuje více než 450 německy mluvících osobností, které jsou spojeny s Prahou. Do lexikonu byli zařazeni podnikatelé, umělci, lékaři, vědecké kapacity a politici. 
Hesla mají jednotnou podobu a jsou opatřena bibliografií. U některých osobností je přidán portrét či fotografie jejich hrobu, nachází-li se v Praze.
U některých biografických hesel se díky mezinárodní spolupráci podařilo dohledat v Čechách dosud nepublikované informace. Jedná se zejména o hesla: 
Hans Kohn, Max Spielmann, Ernst Mühlstein či Alexandre Kafka. Publikace přináší i nové informace o rodinách Kischů a Pribramů. 
Od roku 2011 vycházejí některá vybraná biografická hesla v rozšířené podobě v časopise Roš chodeš.

## Partneři projektu
- Česko-německý fond budoucnosti
- Ackermann Gemeinde, pobočka Stuttgart
- Adalbert Stifter Stiftung

## Německá mutace
Na konci roku 2016 vyšla v Mnichově stejnojmenná německá mutace knihy. Vybrané kapitoly z českého originálu přeložil a fotografiemi doplnil Wolfgang Schwarz ze Spolku Adalberta Stiftera.

## Mediální výstupy
- MARXOVÁ, Alice: Německy mluvící Praha: o jednom studentském projektu, Roš chodeš, 2011, č. 6, s. 14. Dostupné on-line(rozhovor s vedoucím projektu)

- EDUin(rozhovor s vedoucím projektu)

- Reportáž České televize

- DANÍČEK, Jiří: Profesionální práce, Roš chodeš, 2014, č. 7, s. 16. Dostupné on-line (recenze)

- Institut pro studium literatury (recenze)

- AUBRECHT, Radek: Studenti píšou knihy, Rodina a škola, 2014, č. 10, s. 13.